# Premio Nacional de Televisión
El Premio Nacional de Televisión es un galardón otorgado por el Ministerio de Cultura de España (o equivalente), creado mediante Orden CUL/3194/2009, de 19 de noviembre, para reconocer la excelencia del trabajo de los profesionales que en sentido amplio desarrollan sus funciones en este medio. El premio está dotado con 30.000 euros.

## Lista de premiados
- 2009: Cuéntame cómo pasó.
- 2010: 
  - 23-F: el día más difícil del rey
  - Narciso Ibáñez Serrador
- 2011: Los servicios informativos de TVE
- 2012: Jesús Hermida
- 2013: Concha García Campoy
- 2014: Isabel
- 2015: José Luis Balbín
- 2016: El hormiguero
- 2017: Matías Prats Luque
- 2018: Victoria Prego
- 2019: Imprescindibles
- 2020: Andreu Buenafuente
- 2021: Karlos Arguiñano
- 2022: Radio Televisión Canaria
- 2023: Informe Semanal
- 2024: Paloma del Río
- 2025: Jordi Hurtado